# 吉子女王
吉子女王（よしこじょおう、1804年10月28日〈文化元年9月25日〉-1893年〈明治26年〉1月27日）は、日本の皇族、華族。有栖川宮織仁親王の第12王女。水戸藩第9代藩主・徳川斉昭の御簾中（正室）。第10代藩主・徳川慶篤、最後の征夷大将軍・徳川慶喜の母。幼称は登美宮（とみのみや）。院号は貞芳院（ていほういん）。徳川吉子。没後文明夫人と諡される。

## 来歴

### 出自
織仁親王の第12王女（末娘）。母は家女房・安藤清子（清瀧）。同母兄に尊超入道親王、異母兄に韶仁親王など、異母姉に楽宮喬子（徳川家慶御台所）・孚希宮織子（浅野斉賢正室）・栄宮幸子（毛利斉房正室）などがいる。

### 婚約から結婚初期
天保元年（1830年）、当時としては結婚適齢期を遥かに過ぎた年齢（27歳）になってから斉昭との縁談がまとまり、12月28日婚約が調った。婚約時、斉昭は31歳であったが、藩主となって約1年であり、それ以前は部屋住みの身分であったため正妻がなかった。この婚約は姉である喬子の肝煎りで決まったと言われる。また、婚約の勅許を下した仁孝天皇は、「水戸は先代以来、政教能く行われ、世々勤王の志厚しとかや、宮の為には良縁なるべし」と満足したといわれる。
翌天保2年（1831年）3月18日に京都を出立、4月6日に江戸に到着した。江戸到着時の様子について、「遠路の旅だが疲れもなく、機嫌が良いご様子。容姿について格別の話は今まで聞かなかったが、御目通りした者の話では、まことに美しく、御年28歳になるということだが、19歳か20歳位に見えるという」と、学者・吉田令世が記している。4月9日結納が交わされ、12月18日婚礼が執り行われた。
この天保2年の夏に、斉昭が描いた吉子の肖像画が現存しており、しばらくは公家風の「おすべらかし、小袖に袴」姿で過ごしたようである。ちなみに肖像画に添えられた斉昭の文から、斉昭は「吉子」と呼んでいたと思われる。
斉昭には吉子が嫁ぐ前に側室が生んだ女子があり、結婚後も数多くの側室を持ち、計37人の子をもうけたが、夫婦の仲は睦まじかった。嫁いだ頃、義理の母となった峯寿院（8代藩主徳川斉脩御簾中）に、「自分は年齢が高く、子供を産むことは無理かもしれないので、斉昭に側室をつけてほしい」と申し出たが、斉昭は前にも増して吉子のもとに渡ったという。
斉昭との間に、天保3年（1832年）長男・慶篤、天保4年（1833年）二男・二郎麿、天保6年（1835年）五女・以以姫、天保8年（1837年）七男・慶喜を儲ける。二郎麿は生後9カ月で、以以姫は生後18日で夭折した。また、慶喜は斉昭の教育方針により、生後7カ月で領国の水戸に送られ、同地で養育された。

### 斉昭の謹慎と復権
斉昭は藩政改革に着手し、水戸藩主は基本的に江戸住まいの江戸定府であったが、長期にわたり領国水戸に下った。吉子も領国の様子に関心を持っており、天保11年（1840年）7月、斉昭は吉子の希望もあり、江戸藩邸の経費削減を目的として吉子の水戸下向を幕府に請願したが、当代藩主正室が江戸を出ることの禁は幕府の基本方針であったから、当然認められなかった。4年後の天保15年（1844年）1月、再び吉子の水戸下向を幕府に願い出たが、斉昭の諸改革と合わせて幕府の嫌疑を招く一因となった。同年5月に斉昭は幕府から隠居・謹慎を命ぜられ、13歳の長男・慶篤が藩主となった。斉昭は小石川上屋敷から駒込中屋敷に移り、吉子も共に駒込に移った。この頃に吉子に仕え始めた西宮秀の回顧録『落葉の日記』によると、斉昭は謹慎中であるものの、奥向きの生活は穏やかであった。ある時、将軍家から珍しいひよどりのつがいを拝領した際には大変喜び、斉昭も文献を調べたり、飼育に詳しい者を召し出したりして協力した。やがて卵が産まれると孵るまで毎日眺め、親鳥が雛を世話する様子に夫婦で感心したという。
その後、藩内改革派による幕府への斉昭復権運動があり、やがて幕閣が協調策に転じた。弘化4年（1847年）、将軍家慶の意向により、慶喜が御三卿・一橋徳川家へ養子入りし、当主を相続した。嘉永2年（1849年）、斉昭は藩政への参与を許された。嘉永5年（1852年）12月、長男・慶篤に将軍家より家慶養女線姫（有栖川宮幟仁親王の娘で吉子の大姪）が入輿した。夫妻は先だって同じく有栖川宮家の姫で家慶養女である精姫（吉子の姪）との縁組を望んでいたが、既に有馬家との婚約が決まっているとの理由で断られており、なお引き続き交渉した結果であった。線姫は大変な美人で慶篤との仲もよく、斉昭と吉子の喜びは大きかったという。
嘉永6年（1853年）、斉昭はペリー来航に際しては海防参与を命じられ幕政に参加することとなったが、その対外強硬論により、翌年3月には日米和親条約締結に際して辞意を表明するなど、早くも幕閣と対立した。水戸藩内でも、保守派の結城寅寿らは、藩主・慶篤に迫って斉昭批判を老中・阿部正弘に提出した。吉子は一橋慶喜とともに慶篤を譴責し、批判を取り戻させている。安政3年（1856年）初め、斉昭に対して幕府より特命がある場合を除いて登城に及ばないとの命が出された。翌安政4年（1857年）5月慶喜は吉子に対し斉昭の辞任を勧め、斉昭は7月海防参与を辞任した。安政5年（1858年）1月2日、年賀に父母を訪れた慶喜が、幕府を飛び越えて朝廷に入説する事をやめるよう父・斉昭に意見した際、同席していた吉子も、慶喜の言う事が理があるので、過ぎた行いを（幕閣に）謝すようにと意見している。

### 斉昭の水戸永蟄居と死
安政5年（1858年）6月、日米修好通商条約の無勅許での調印に怒った斉昭らは、江戸城に登城して大老・井伊直弼に抗議したが、逆に無断登城を理由に翌7月に謹慎と登城停止を命じられた。8月、水戸藩に対して朝廷より、幕政扶助と勅諚廻達を命じる密勅が下された（戊午の密勅）。これにより激化した安政の大獄により、斉昭は翌6年（1859年）8月水戸に永蟄居処分となり、9月1日江戸を出発した。その約3か月後の12月5日、吉子は幕府の許可を得て江戸を出立し、水戸に下った。
斉昭の処分後も水戸藩は密勅を巡って、勅を返納せず行動に移すべきとの激派、慎重を期し返納も容認の鎮派、幕府へ引き渡しの保守派の3つに分かれて混迷した。斉昭は勅を水戸城内の祖廟に納めて鎮静化しようと図り、藩内は返納容認派が主流であったが、激派は返納を断固阻止しようと水戸街道の長岡宿に集まった。この長岡勢に同情して内通し捕縛を逃れさせた家老大場一真斎に対し吉子は、「両公（斉昭と慶篤）の意向を受け入れず、御国（水戸藩）が無くなってもよいと申す者達が為に成るとは思わない」と叱責している。
『落葉の日記』によれば、翌安政年7年（1860年）1月、水戸に大雪が降ると斉昭は「自分は慎みの身であるが、御三階（水戸城中の櫓）にてこの雪を見られよ。弘道館の梅も咲てみやらん」と言い、吉子を気遣った。3月3日にも季節外れの雪が降り、吉子は三階櫓からみかんまきをして楽しんだ。夜半過ぎ江戸より急使が来て桜田門外の変の一報を聞いた斉昭は、吉子の寝所へ行き人払いした。お付きの者達はその後何事が起こるか大いに心配したが、吉子の周囲にはこの事による大きな変化は起きなかったという。

同年8月15日夜に斉昭が蟄居処分のまま死去した。この日はいわゆる中秋の名月であり、観月の宴を終えた夜半近くの突然死であった。吉子は程なく落飾し、「貞芳院」と名乗る。一周忌の月を詠んだ歌に、次の歌がある。
めぐりくる こよひの月を まちつけて 君いますかと したふはかなさ
また後に「見月恋昔」の題にて
ともにみし むかしのきみの かげそへて むかふもかなし もちの夜の月

### 明治維新の動乱期
斉昭の死後、柱石を失った水戸藩は激しい内部紛争に陥った。吉子は、気弱で決断力に欠けていたという慶篤の補佐を務めた。斉昭死後も引き続き水戸に在住していたが、家臣の名を列挙し斉昭の遺志であるから罷免をしないように求める旨の、藩内人事に介入を伺わせる慶篤あての書簡が残っている。また、慶喜の将軍擁立に尽力したとも言われるが、一方で、将軍後見職として京都にいる慶喜に対して、幕閣に悪名が立てられないようにと心配する手紙も送っている。
慶篤は藩内の対立を収拾できず、元治元年（1864年）天狗党の決起と諸生党による筑波勢参加者と係累への報復があり、ついに鎮圧に幕府軍が出動して保守派が優勢になり、並行して豪農らが打ち壊しに遭うなど、水戸藩周辺は大きく混乱した。慶篤の名代で内乱鎮静に当たった宍戸藩主の松平頼徳が江戸から水戸に向かったが、尊攘派と同一視されて幕府軍に追討されてしまう。この時、吉子は市川三左衛門に対し松平頼徳を水戸城に入れるように主張したというが、聞き入れられなかった。責任を問われた頼徳は切腹し、天狗党は禁裏御守衛総督の慶喜を頼って上京するものの、慶喜は討伐軍を率いてこれを迎え撃った。慶篤が江戸屋敷で実権を握れない中、天狗党の処刑が進むと諸生党が水戸城下で報復を、後に幕府が瓦解すると反対に天狗党の生き残りが諸生党に報復をした。また、戊辰戦争の勃発により、慶喜は有栖川宮熾仁親王に追討される身の上となった。
慶応4年（1868年）4月5日、慶篤は水戸城にて病没する。すでに江戸の無血開城、慶喜の水戸謹慎などが決まった中での死であったため喪は秘され、慶篤の遺児である篤敬に代わって、欧州留学中だった徳川昭武（慶篤・慶喜の異母弟、当時清水徳川家当主）を呼び戻して藩主に据えることとなり、およそ8か月にわたり水戸藩は藩主不在となる。4月15日、慶喜が水戸城に隣接の弘道館に入るが、吉子と会うことはなかったという。7月、慶喜は静岡に移る。10月、水戸城大手門を挟んでの水戸藩士の内戦・弘道館戦争が起こり、銃弾は吉子の居室の付近にも飛んだ。『落葉の日記』には、「御城にも大将と申し奉る人無につき、貞芳院様（吉子）を大将に致しおり候事ゆへ、先方にても貞芳院様を目がけて鉄砲など打ち込み候」とある。

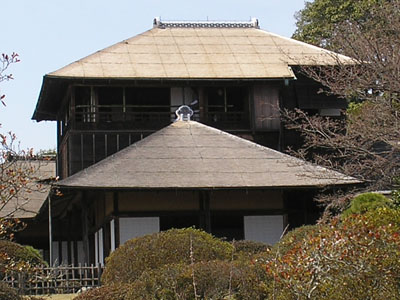
水戸偕楽園の好文亭

明治2年（1869年）から明治5年（1872年）まで、偕楽園内の好文亭に住む。偕楽園の梅について、次の歌を詠んでいる。
　好文亭の梅咲きたるを見て三十年余り五年の昔、我君の仰によりてあまたの梅の実をつとめて此国にまかせ給ふとて、何くれと仰ことあふしをおもひいでて
　いとどしく 猶しのばるる むかしかな 花もその世の 事なわすれそ
　梅がかを 世々に残して 我君の 深きこころを 人に伝えよ

### 東京移住後
明治5年（1872年）9月、東京向島小梅邸（旧水戸藩下屋敷）に移った。この時の当主は慶篤の跡を継いだ昭武であり、ついで孫の篤敬（慶篤の長男）となるが、吉子は引き続き水戸徳川家の奥向きの最上位にあり、子女の命名や教育にも携わった。
『熾仁親王日記』によると、1873年1月22日以降、吉子は有栖川宮熾仁親王とたびたび訪問しあい、あるいは風邪の見舞いを遣り、同年6月には結納の祝いを、11月には水戸から鮭を取り寄せて贈るなど、有栖川宮家との親交が復活した様子が記されている。1873年 (明治7年) 9月には正二位を追贈された斉昭自作の半筆を親王に贈り、10月末に親王を池田慶徳邸に招くと、昭武のほか水戸徳川家の親族を揃えてもてなしている。熾仁親王が金星の太陽面通過を日記に記した1874年12月9日の前日も、4時間ほど小梅の屋敷を訪れて過ごした。
武家社会の慣習上、別家に養子に出た慶喜との同居はできなかったが、親しく文通を行い、頻繁に交流していた様子が伝来する書簡から窺える。1868年には同じ水戸の地にいながら会うことがなかったというが、1877年 (明治10年)、老齢ながらに慶喜の隠棲する静岡に向かい、1カ月に渡りともに静岡を遊覧した。1882年（明治15年）にも昭武に伴って熱海に向かい、慶喜と落ち合って湯治し、ついで静岡に向かって親しく過ごした。1886年（明治19年）11月、慶喜は母・吉子の病気見舞いのため、静岡謹慎後初めて上京した。1889年（明治22年）4月にも上京、小梅邸で吉子と対面し、ついで松戸の昭武を訪ね、吉子も交えて5月9日まで滞在、その後日光・瑞龍山の墓参をして静岡に帰った。慶喜の3度目の上京は1891年（明治24年）4月、吉子の米寿（数え88歳）の祝いの席であり、これが母子の最後の対面となった。
吉子は長命を全うし、1893年（明治26年）1月27日に死去した。享年90。葬儀は2月5日谷中天王寺にて行われ、棺は116人の親族等に護られて上野停車場を出立し、水戸までは汽車、そこからは人力での2泊3日の路程の後、水戸徳川家墓所・瑞龍山（茨城県常陸太田市）に葬られた。電報により上京した慶喜は臨終に間に合わなかったが、そのまま葬儀に参列し、埋葬まで付き従った。
諡号の「文明夫人」は、生前に斉昭が決めていたものであるという。

## 人物像
『徳川慶喜公伝』には「世にも健気なる御生まれにして、才媛の誉高く、内助の功頗る多し。烈公（斉昭）薨後には、水戸の重臣等、事に臨みて決を請ひ奉れる事も尠からず、稀に見る所の女丈夫におはせし」と評されている。
性格は豪気であった。天保5年（1834年）、斉昭が蝦夷地開拓を幕府に請願した折には、吉子も夫と共に蝦夷地に渡る決意を固め、懐妊中にもかかわらず雪中で薙刀や乗馬の訓練に励んだ。また、江戸小石川藩邸の奥庭を散歩中に這い出てきた1匹の蛇を、人の手も借りず自ら打ち殺したと伝えられている。その気丈さは、「鬼の女房に鬼神」といわれる程であった。また、12代将軍・徳川家慶の御台所の妹で宮家出身であるのみならず、藩政や国防にも関心を持つ吉子の動向は、井伊直弼をはじめとする南紀派の幕府首脳には恐れられていたらしい。
一方で、夫を立てることも怠らず、艶福家の夫によく仕え、庶子の教育にも目を配り「賢夫人」としての名声が生前より高かった。斉昭が夜中に小用で起きると、その都度布団を外し、両手をついて待っており、斉昭が無用と言ってもやめなかったという逸話が残っている。また、結婚当初、自ら綿服を着る斉昭の考えに対し、綾（絹織）は多少傷んでも見栄えが良く、丈夫で長持ちするため、高貴な者の衣装に用いるのに良いとの考えから賛同していなかったが、しばらくして自らも綿服を着るようになった。心配する老女に対して
裙袂 合さばなどか 合はざらむ 表に添ひし 裏の身なれば
との歌を詠み、夫の考えに歩み寄る姿勢を示したという。
ただ、夫の女癖の悪さに対して思うところもあったようで、懐妊中に乗馬をする吉子を心配して落馬しないよう鞍の前に棒を立ててはどうか、と斉昭が馬廻り役人と相談していると聞き、「では御前の前壺には、天保銭大のお穴をお開けになさるようおっしゃい」と腰元に命じて皮肉ったという逸話もある。
容姿について、奥女中であった西宮秀は、仕え始めた頃の30代終盤の吉子を、京人形のようでまことにお美しく例えようもない様であった述懐している。
また、多芸で、和歌や有栖川流の書の他、刺繍や押絵などの手工芸、楽器では箏や篳篥をよくした。釣りも趣味であり、水戸に下向の後は城下の川でよく釣りをしていたという。
『朝野新聞』明治26年2月3日付けの訃報記事の孫・篤敬による墓誌文によると、「夫人天資叡明仁慈、儀容端正、接物有法、恩意曲至、平生好雅楽、善筝篳篥、通書法、工和歌、而旁嗜武技、妾媵畏愛、内外粛然、弘化元年烈公致仕、国歩極艱、夫人恒在側、克左右烈公、以済大難、其用心也最苦、後迨元治慶応之際、国家益多故、而夫人憂労、終始不渝、衆心繋焉一朝溘焉」とある。

### 斉昭の肖像画への反応

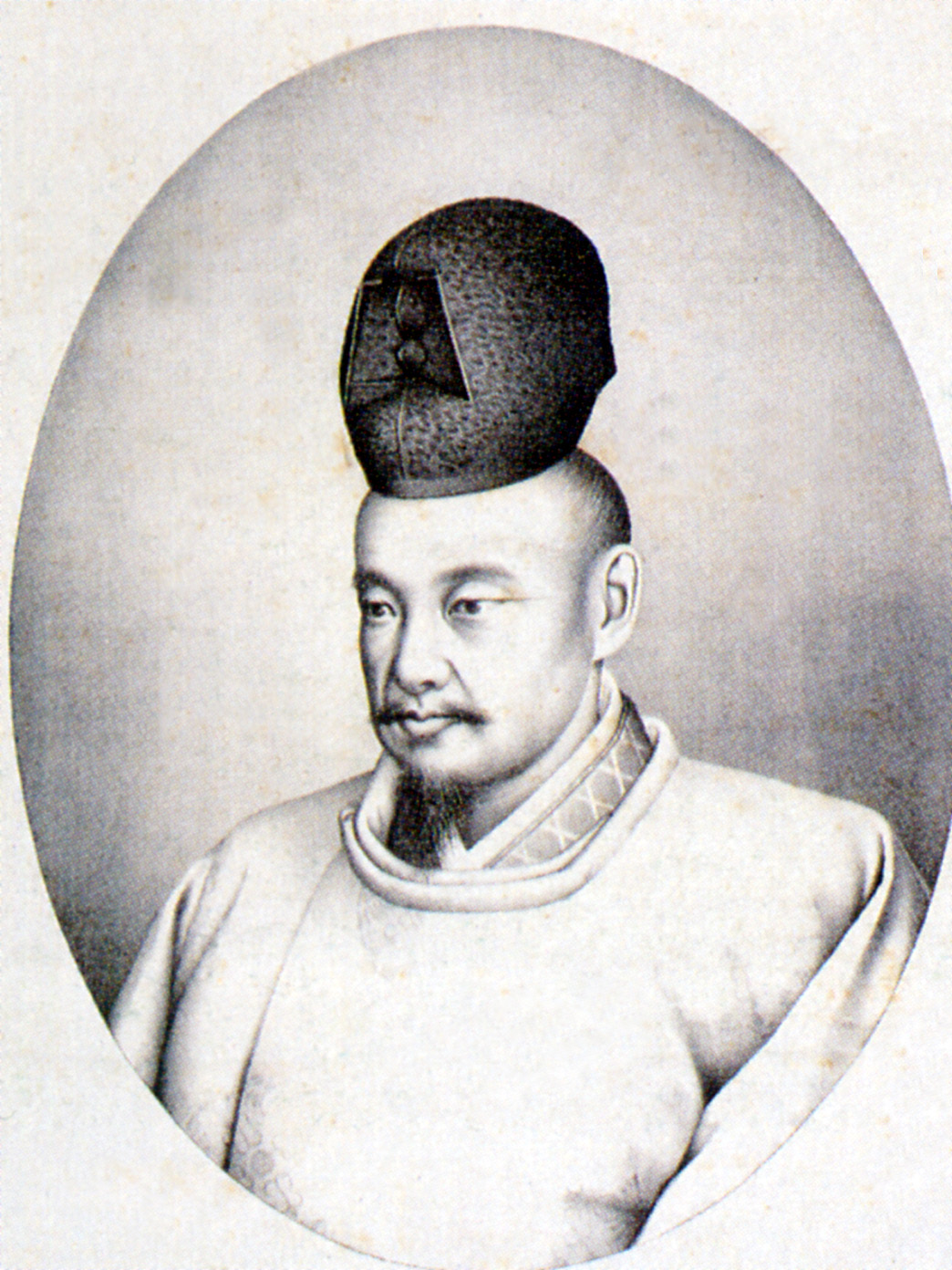
斉昭の肖像画

1887年（明治20年）頃、親族らの意見をもとに斉昭の肖像画が作成された。完成した肖像画を見た吉子は、「これはまた大層おりっぱな若殿様ですこと」と笑い、その口調は実物より立派過ぎるという風にとれたという。また、「大勢の子供の中で慶喜が父親に一番よう似ております。目もとなどはそっくりです。」と言っていたという。